# 板橋郷
板橋郷（いたばしのさと、いたばしごう）あるいは板橋村（いたばしむら）は、武蔵国豊島郡に存在した郷あるいは村の一つ。郷や村としての成立時期は不明だが、地名としてはすでに平安時代末期ごろに存在しており、江戸時代初期に上板橋村（上板橋宿）と下板橋村（下板橋宿）に分割された。

## 歴史
- 江戸時代以降については上板橋村、下板橋村（板橋宿）を参照。
- 1932年（昭和7年）以降については板橋区を参照。

奈良時代にはこの周辺は「武蔵国豊島郡広岡郷」と呼ばれていた。広岡郷は現在の板橋区、練馬区あたりを占めるかなり広大な地域であった。歴史的な地名として、平安時代末期にはすでに板橋と呼ばれる地域が武蔵国豊島郡に存在したことがわかっている。
『源平盛衰記』によれば1180年（治承4年）、源頼朝が下総国から武蔵国に入った際に、滝野川（石神井川）の「松橋」に陣を張ったことが記述されており、長門本『平家物語』では「たきの川いたはし」とされているため、これを板橋区は「板橋」の誤りとしている。しかし、北区ではこれを北区内にある「松橋」だと主張している。また、源義経が兄を追って挙兵した際にも足立郡小川口から板橋を経由している。さらに、戦国時代には上杉謙信が鎌倉街道（現在の東京大仏通り、赤塚駅前通り）を進軍した際に通過している。これらのことから、板橋が古くから交通の要所であったことがわかる。
板橋村の成立時期は不明だが、江戸時代初期にはすでに上板橋村と下板橋村に分けられており、上板橋村が現在の板橋区の南西地域、下板橋村が南東地域に相当する。

### 地名の由来
地名の由来は石神井川に架かる板橋とするのが通説である。当時「木の板」の橋というのは非常に珍しいものであり、これがそのまま地名になったとする。しかし昔は「木の板」の橋どころか、「橋」そのものが珍しいものであるため、「イタ（段丘）」の「ハシ（端）」という地形から古代に「イタハシ」という地名がつけられていたのではないかとする説もある。

## 交通

### 道路
- 旧中山道
- 中山道
- 川越街道

## 名所・旧跡・観光スポット・祭事・催事
- 乗蓮寺
- 東光寺
- 観明寺
- 縁切榎
- 板橋 (石神井川)
- 新板橋